# Just Because (canción)
"Just Because" (Lit. "Solo porque") es una canción escrita por Joe Shelton, Sydney Robin y Bob Shelton y grabada originalmente por los hawaianos de Nelstone (Hubert Nelson y James D. Touchstone) en 1929 y posteriormente grabada por The Shelton Brothers en 1933. 
Dentro del estilo de la música rockabilly se enumera 17 versiones de "Just Because" entre las décadas de 1950 y 1960. Además, la canción ha sido versionada muchas veces, especialmente desde la grabación de los Shelton Brothers:

## Versión de Elvis Presley
Elvis Presley grabó la canción el 10 de septiembre de 1954 en Sun Studios; Si bien nunca se lanzó en Sun, la canción se incluyó en el primer álbum homónimo de Elvis, "Elvis Presley" en 1956, poco después de que a compañía RCA.le comprase a la Sun los derechos de Elvis y sus grabaciones.

### Composición musical
Se trata de una melodía en dos tiempos cuya versión original incluía instrumentación de cuerdas y viento.  La posterior grabación de Elvis en Sun contó con Elvis en guitarra acústica y voz, Scotty Moore en guitarra eléctrica y Bill Black en contrabajo, ejecutándolo de manera percusiva, un recurso netamente rockabilly.

### Otras versiones
Paul McCartney grabó la canción tratando de emular la versión de Elvis para el álbum CHOBA B CCCP donde homenajeaba al sonido Sun. 
Brian Setzer también  realizó una versión en 2005 para su trabajo Rockabilly Riot Vol. 1: A Tribute to Sun Records.